# Gebel Barkal
Gebel Barkal eller Jebel Barkal er et lille bjerg ca. 400 km nord for hovedstaden Khartoum i Sudan, hvor Nilen går i et stort sving gennem regionen Nubien. Bjerget og området omkring er udpeget til verdensarvsområde på grund af et stort antal ruiner af templer, nubiske pyramider, boliger og paladser. Området har en udstrækning på ca. 60 km langs Nilen.
Omkring år 1450 fvt., udvidede den egyptiske farao Thutmose III sit rige til at omfatte denne region og gjorde Gebel Barkal til landets sydgrænse. Han grundlagde byen Napata,[kilde mangler] som omkring 300 år senere blev hovedstad i det uafhængige kongedømme Kush. Byen blev raseret i 24 fvt. af romerske styrker.
Ruinerne omkring Gebel Barkal omfatter mindst 13 templer og 3 paladser. Første gang stedet blev beskrevet af europæiske opdagelsesrejsende var i 1820'erne. I 1916 begyndte de første arkæologiske udgravninger under ledelse af George A. Reisner. Tidlig i 1970'erne blev arbejdet genoptaget af et team fra Roms La Sapienzas universitet ledet af Sergio Donadoni. Disse blev i 1980'erne fulgt af et team fra Bostons museum, ledet af Timothy Kendall.
Bjerget er 98 meter højt og har en plan top. Det har været brugt som landemærke, for at finde et vadested over Nilen, af handelsrejsende på ruterne mellem Centralafrika, Egypten og den arabiske halvø.

## Eksterne kilder og henvisninger
- Wikimedia Commons har flere filer relateret til Gebel Barkal
- Gebel Barkal på LearningSites.com